# Procerocymbium dondalei
Procerocymbium dondalei är en spindelart som beskrevs av Yuri M. Marusik och Koponen 200. Procerocymbium dondalei ingår i släktet Procerocymbium och familjen täckvävarspindlar. Inga underarter finns listade i Catalogue of Life.